# プエブラ
プエブラ（西: Puebla）は、メキシコのプエブラ州の基礎自治体（ムニシピオ）の１つで、その中心地プエブラ・デ・サラゴサは州都である。人口169万人（2020年）。
「プエブラ歴史地区」は、世界遺産（文化遺産）に登録されている。陶器（スペイン語版、英語版）の町としても有名である。別名は「天使の町」。

## 地理
- ポポカテペトル山麓[3]の標高2100mの高地に位置する。

## 産業
- 自動車産業など。フォルクスワーゲンの工場があり、北米や日本向けの製品の大半はここで生産されている。

## 歴史

### 植民地時代
スペイン人の到来以前、この一帯はクエトラシュコアパン（Cuetlaxcoapan）と呼ばれ、神の生贄を得るための花戦争の場だった。
プエブラは、1531年にクエトラシュコアパン盆地のサンフランシスコ川東岸に、修道士トリビオ・パラデスによって、既存の先住民都市を基盤とせず、スペイン人の都市として設立された。翌年スペイン王妃イサベル・デ・ポルトゥガルによって都市が承認され、シウダー・デ・ロス・アンヘレス（天使の都市）の名が与えられた。
メキシコに赴任した最初の司教であるフリアン・ガルセス (Julián Garcés) は、はじめトラスカラを司教座としたが、1539年にプエブラ・デ・ロス・アンヘレスに移った。
公式の設立年月日は1531年4月16日であるが、絶え間ない川の氾濫により、この最初の定住は失敗に終わった。サンフランシスコ川、アトヤック川、アルセセカ川などの川が、プエブラ谷を流れている。この谷は、先住民の都市国家と接していて、植民都市のチョルーラ、トラスカラ、フエゴチンゴ、テペカへと変わり、それらの植民都市には多くの先住民が住んでいた。市の創設後、この谷はメキシコシティやベラクルスと、カリブ海岸の港との間の主要ルートとなり、スペインへの接続ポイントとなった。
プエブラは、ヌエバ・エスパーニャの主要な港と首都の中間地点にあり、多くの先住民族を抱え、スペイン人の入植者を数多く抱えていたため、ヌエバ・エスパーニャの歴史の中で重要な都市と地域であった。プエブラは、商業用農産物を首都に供給し、地域の繊維生産の中心となった。プエブラはメキシコの北部、特にサカテカス周辺の銀鉱地帯と結びついていた。
人口の大部分はサンフランシスコ川の西岸から高地に移住した。元の定住地にはいくつかの家族が残って、アルト・デ・サンフランシスコ(Alto de San Francisco)と改名された。スペイン王室は、エンコミエンダ制が濫用され、多くのスペイン人が土地を失っていたため、エンコミエンダ制を採用しない都市として、プエブラの設立を支援した。
プエブラは1538年に紋章を、1558年には「Noble y Leal」（高貴で忠実な都市）の称号を、1561年には「Muy Noble y Leal Ciudad」（非常に高貴で忠実な都市）の称号を、1576年に「Muy Noble y Muy Leal Ciudad」（非常に高貴で非常に忠実な都市）の称号を得た。
Capilla de Nuestra Señora del Rosarioは、かつては「世界の8番目の不思議」として知られていたメキシコバロックの傑作である。
町のレイアウトは、今日のソカロ(Zócalo)と呼ばれるメイン広場を中心に、古典的なスペインの設計である。このメイン広場はもともと長方形であったが、醜いと考えられていたため、後に正方形となった。都市のもう一つの主要な特徴は、先住民の売人が、食料品や食料品を集めて人々に売るウィークリー・マーケット（ティアンギス）であった。16世紀半ばまでに、メイン広場に水が供給され、新しく設置された噴水に送られた。16世紀末までに、都市は120ブロックを占有し、その大部分は建設中であり、新しい大聖堂は1575年に建設が開始された。望ましい気候と戦略上優れた立地により、都市が繁栄し、急速にヌエバ・エスパーニャで2番目に重要な都市となった。ヌエバ・エスパーニャの著名な17世紀の作曲家であるJuan Gutiérrez de Padillaは、約1620年から1664年、彼の人生のほとんどを大聖堂で過ごした。
プエブラ市議会は、スペイン人だけで構成され、市とその管轄下の土地の政治において、ある程度の自治権を持っていた。市議会は、1755年にアモソク(Amozoc)、トティメワカン(Totimehuacán)、クワウティンチャン(Cuautinchán)の町をその領土に併合した。1786年までに、プエブラの土地はベラクルスからゲレロ州にまで達した。都市は成長し続け、17世紀と18世紀には、より統制された。新しい市庁舎が1714年に建設され、メイン広場のティアンギス（市場）は1770年代に、木製屋台へと変わった。通りは1786年と1811年の間に石で舗装された。
商業活動は19世紀初めまでにメイン広場から完全に締め出され、サンフランシスコ・パリアン市場に置かれた。サン・ルイス、サン・アントニオ、エル・カルメン、ラ・コンコルディア、サンタ・イネスなどの他の広場が建設された。主な広場はいくつかの変容を受け、彫像や庭園が加わった。メキシコ独立戦争の間、プエブラの主な役割は、独立計画の印刷と配布であった。1827年、独立後、すべてのスペイン人（半島人）が市の土地から追放された。

### 共和国時代初期
1847年に、ウィンフィールド・スコット将軍下の米軍に無血で奪取された。アメリカの守備隊は9月14日から1847年10月12日まで、ホアキン・レア将軍の非正規軍により包囲され、後にアントニオ・ロペス・デ・サンタ・アナによって増軍された。1847年10月9日、ウラントラの戦いでサンタ・アナを打ち負かした後、ベラクルスからプエブラに向かってジョセフ・レーン将軍の軍隊により、包囲が崩壊した。プエブラは、米軍の連絡線を攻撃していたレア将軍と他のゲリラに対するレーン将軍の軍事作戦の拠点となった。グアダルーペ・イダルゴ条約が批准された後の、1848年7月、これらの軍は残留していた。
1862年5月5日、プエブラの会戦における、メキシコへのフランスの介入の間、イグナシオサラゴサ指揮下のメキシコ防衛軍が、当時世界で最強であると考えられたシャルル・ド・ロレンス指揮下のフランス軍を打ち負かした。都市の名前は1862年にプエブラ・デ・サラゴサに変更され、ベニート・フアレスが発行した法令により、5月5日（Cinco de Mayo）が、主要な年次イベントとなった。1863年にフランス人が再び街を襲撃し、成功した。フランス軍は1866年まで残し、1867年に再建が始まった。
プエブラは、19世紀末から20世紀初頭まで、文化的にも経済的にも重要な存在であった。当時は、繊維産業が盛んであった。ヨーロッパからの移民が奨励され、スペイン、イタリア、ドイツ、フランス、レバノンの人々がこの都市に住むようになった。
メキシコ革命の先駆けとなった地であり、Siblings Carmenやセルダン兄弟が、ポルフィリオ・ディアス政権に対する最初の陰謀の一つの背後にいた。彼らの計画は発見され、オリエンテ通り6にある彼らの家は、連邦軍に囲まれた。1910年11月18日に銃撃戦が続き、セルダン兄弟は死んだ。メキシコ革命中、パブロ・ゴンザレス・ガルザ将軍指揮下に軍により接収され、その後、サパティスタ(Zapatista)の支配下にあった。

## 観光
- サン・フランシスコ聖堂
- サント・ドミンゴ聖堂

## 交通
- メキシコシティから路線バスで2時間程度。
- メキシコ国外（アメリカ）からは、郊外にあるプエブラ国際空港への航空便がある。

## スポーツ
- クルブ・プエブラ - プリメーラ・ディビシオン（メキシコ1部サッカーリーグ）所属のサッカークラブ。ホームスタジアムはエスタディオ・クアウテモック
- ロボス・デ・ラ・BUAP - プリメーラ・ディビシオン（メキシコ1部サッカーリーグ）所属のサッカークラブ。ホームスタジアムはエスタディオ・ウニベルシタリオ・BUAP
- プエブラ・パロッツ - プロ野球リーガ・メヒカーナ・デ・ベイスボル、2012年よりフリオ・フランコ監督が指揮

## ギャラリー

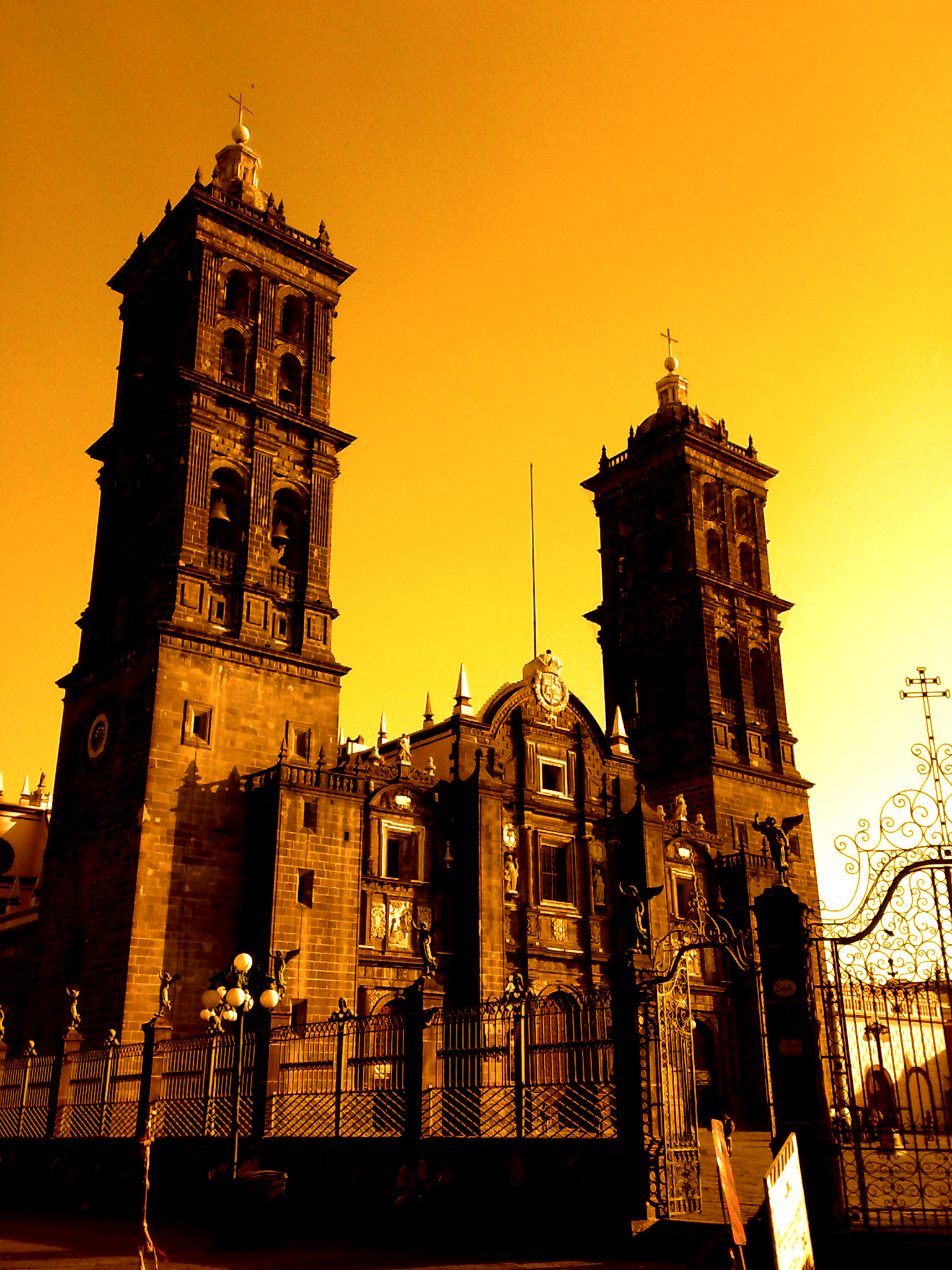
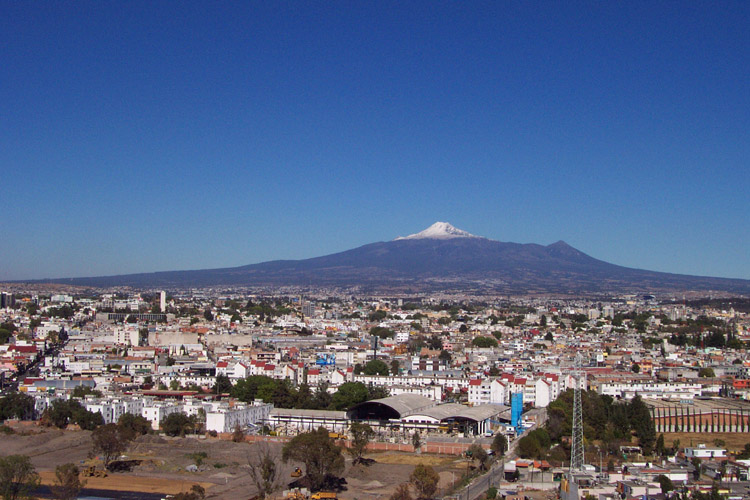
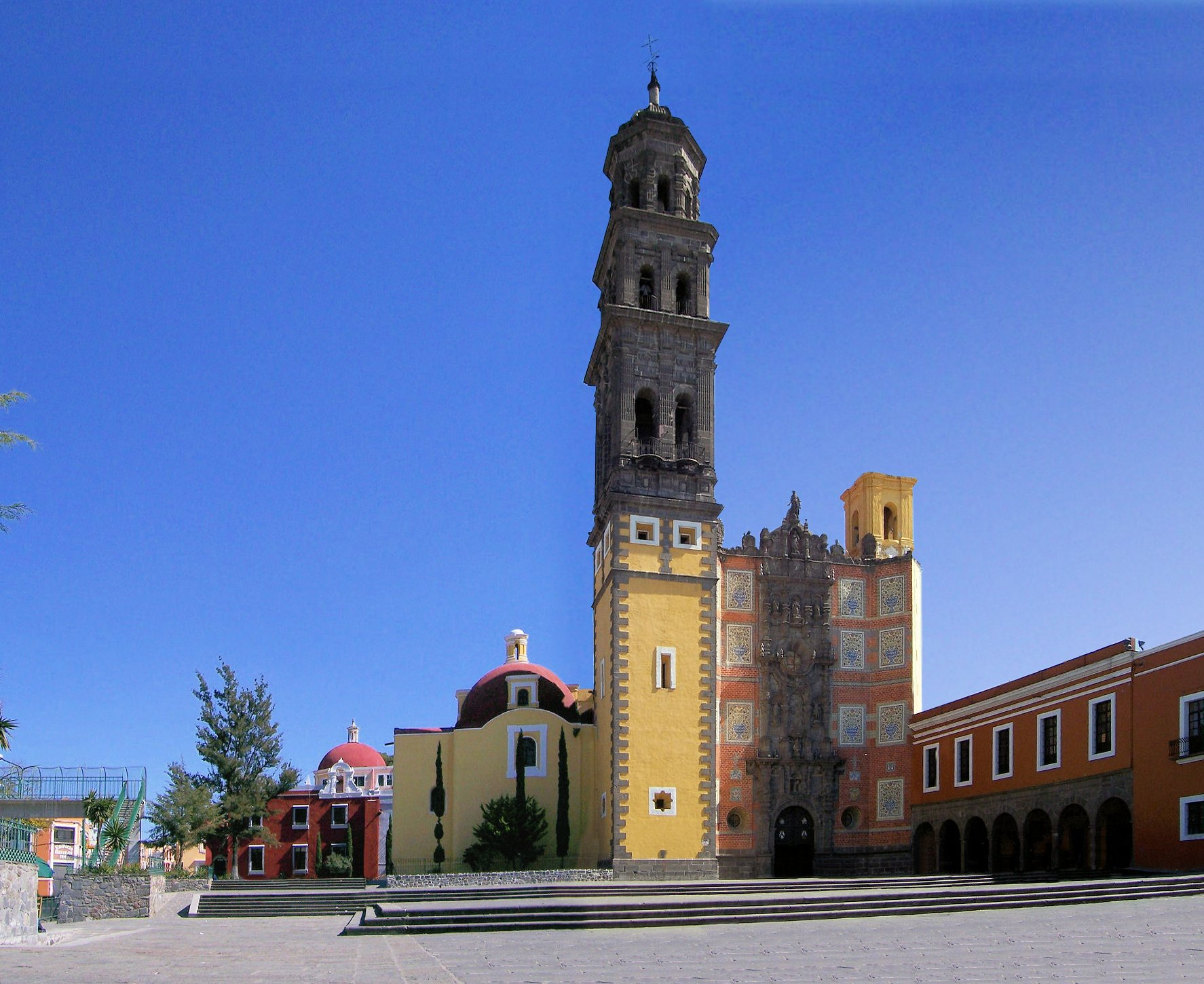
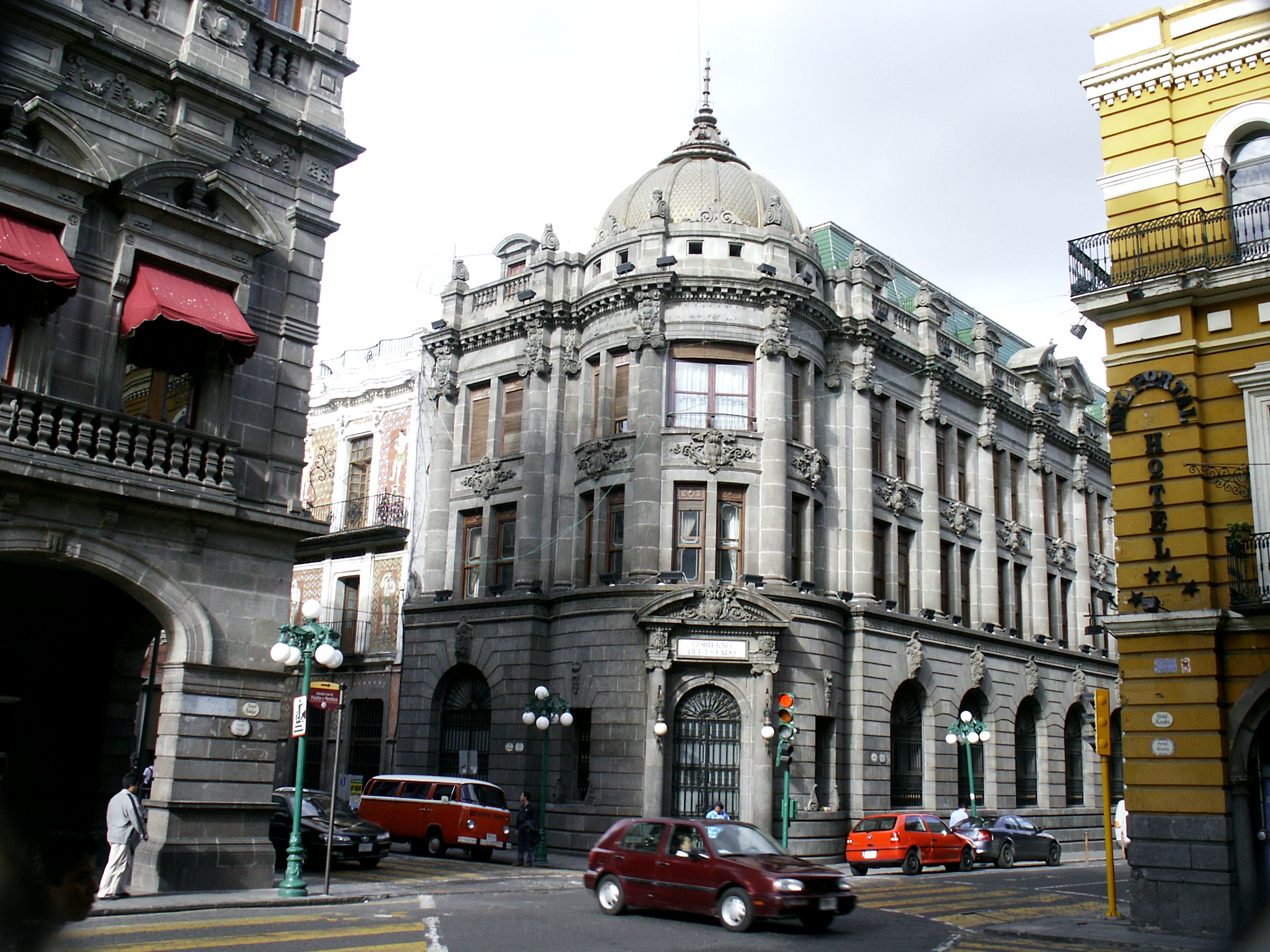
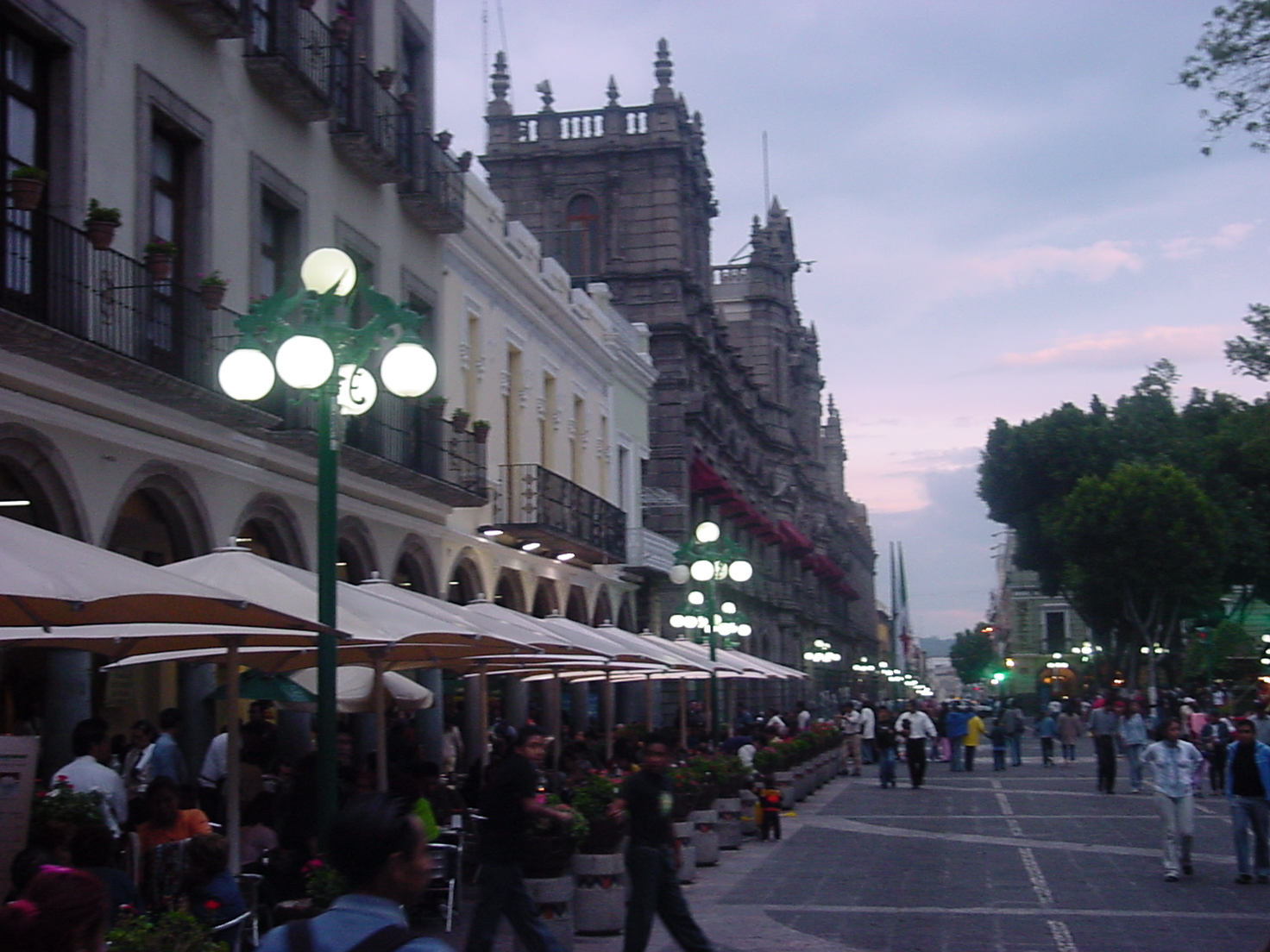
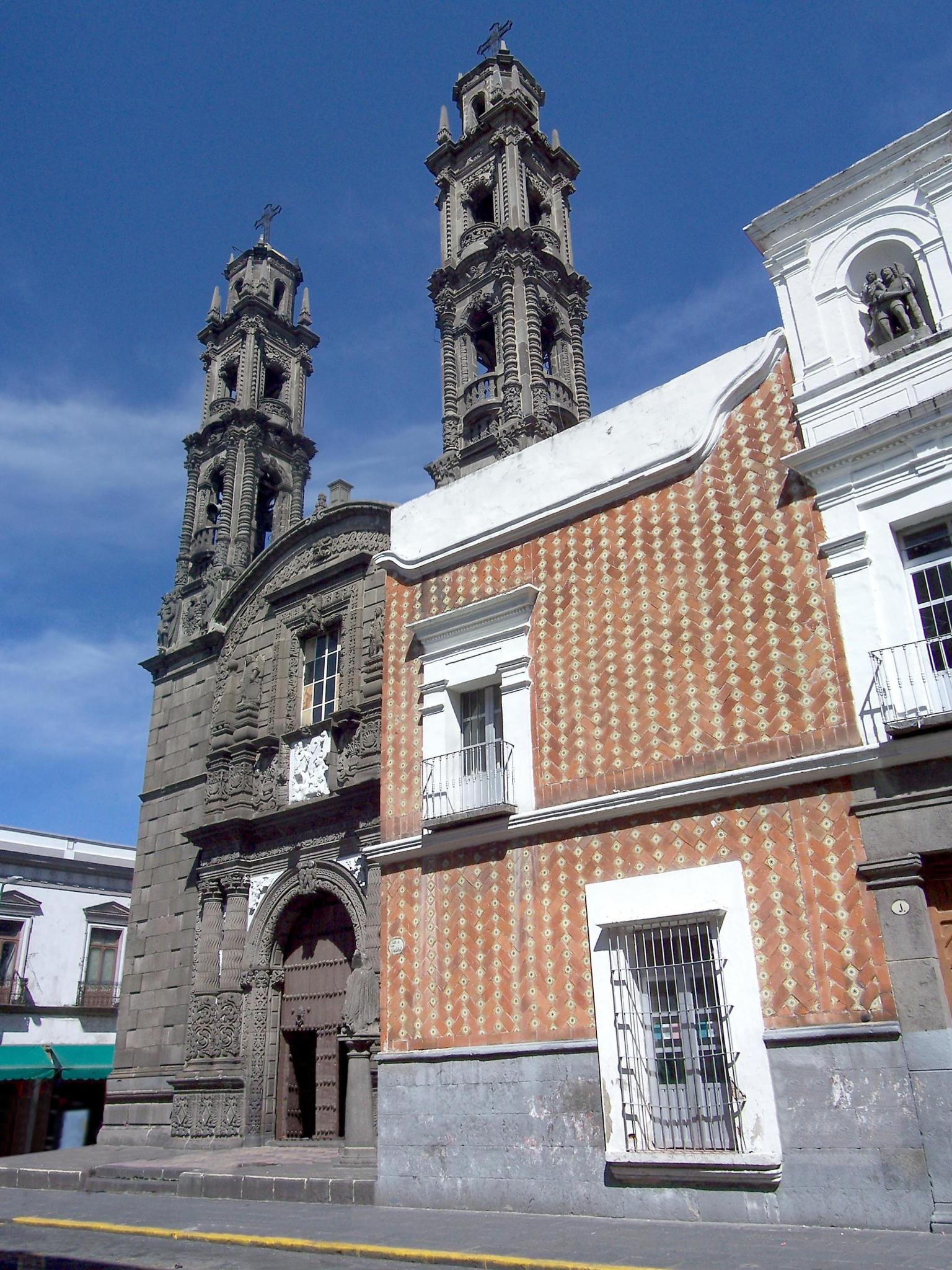
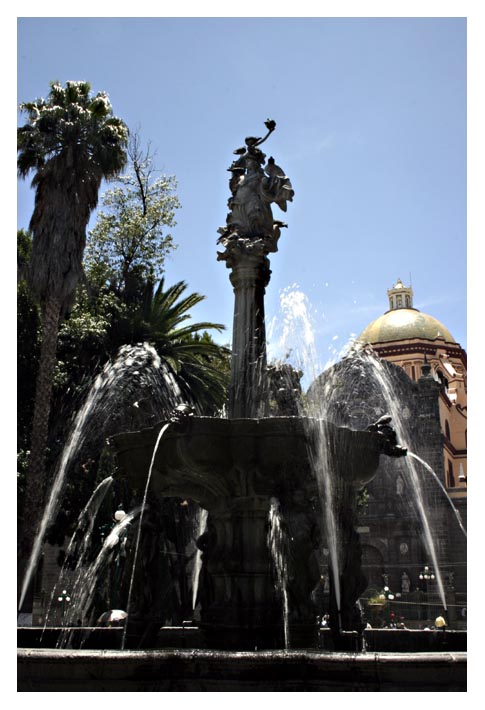

## 世界遺産

### 登録基準
この世界遺産は世界遺産登録基準のうち、以下の条件を満たし、登録された（以下の基準は世界遺産センター公表の登録基準からの翻訳、引用である）。
- (2) ある期間を通じてまたはある文化圏において、建築、技術、記念碑的芸術、都市計画、景観デザインの発展に関し、人類の価値の重要な交流を示すもの。
- (4) 人類の歴史上重要な時代を例証する建築様式、建築物群、技術の集積または景観の優れた例。